# Plóskaya
Plóskaya (del ruso: Пло́ская) es una stanitsa del raión de Novopokróvskaya del krai de Krasnodar de Rusia. Está situada a orillas del río Plóskaya, afluente del Yeya, 30 km al norte de Novopokróvskaya y 182 km al nordeste de Krasnodar, la capital del krai. Tenía 866 habitantes en 2010.
Pertenece al municipio Novoivánovskoye.